# بوب راسيل (لاعب كرة قدم أسترالية)
بوب راسيل (بالإنجليزية: Bob Russell)‏ هو لاعب كرة قدم أسترالية أسترالي، ولد في 4 أكتوبر 1945.

## وصلات خارجية
- بوب راسيل على موقع AustralianFootball.com (الإنجليزية)
- بوب راسيل على موقع AFLtables.com (الإنجليزية)